# Landser
Landser je občina v departmaju Haut-Rhin francoske regije Alzacija.
Leta 1990 je v občini živelo 1 941 oseb oz. 638 oseb/km².